# Le Plessis-Patte-d'Oie
 Le Plessis-Patte-d'Oie  es una población y comuna francesa, en la región de Picardía, departamento de Oise, en el distrito de Compiègne y cantón de Guiscard.

## Demografía
| 109 | 123 | 97 | 93 | 100 | 92 |
| Para los censos de 1962 a 1999 la población legal corresponde a la población sin duplicidades (Fuente: INSEE [Consultar]) |     |    |    |     |    |